# Stéphane Traineau
Stéphane André Michel Traineau (Cholet, 16 de septiembre de 1966) es un deportista francés que compitió en judo.
Participó en cuatro Juegos Olímpicos, entre los años 1988 y 2000, obteniendo en total dos medallas de bronce, una en Atlanta 1996 y la otra en Sídney 2000, ambas en la categoría de peso semipesado. Ganó tres medallas en el Campeonato Mundial de Judo entre los años 1991 y 1995, y seis medallas en el Campeonato Europeo de Judo entre los años 1990 y 1999.

## Palmarés internacional
| Juegos Olímpicos   | Juegos Olímpicos         | Juegos Olímpicos  | Juegos Olímpicos |
| Año                | Lugar                    | Medalla           | Categoría        |
| ------------------ | ------------------------ | ----------------- | ---------------- |
| 1996               | Atlanta (Estados Unidos) | Medalla de bronce | –95 kg           |
| 2000               | Sídney (Australia)       | Medalla de bronce | –100 kg          |
| Campeonato Mundial |                          |                   |                  |
| Año                | Lugar                    | Medalla           | Categoría        |
| 1991               | Barcelona (España)       | Medalla de oro    | –95 kg           |
| 1993               | Hamilton (Canadá)        | Medalla de bronce | –95 kg           |
| 1995               | Chiba (Japón)            | Medalla de bronce | –95 kg           |
| Campeonato Europeo |                          |                   |                  |
| Año                | Lugar                    | Medalla           | Categoría        |
| 1990               | Fráncfort (RFA)          | Medalla de oro    | –95 kg           |
| 1991               | Praga (Checoslovaquia)   | Medalla de bronce | –95 kg           |
| 1992               | París (Francia)          | Medalla de oro    | –95 kg           |
| 1993               | Atenas (Grecia)          | Medalla de oro    | –95 kg           |
| 1995               | Birmingham (Reino Unido) | Medalla de bronce | –95 kg           |
| 1999               | Bratislava (Eslovaquia)  | Medalla de oro    | –100 kg          |